# Écozone océanienne
L'écozone océanienne ou océanien est l'une des huit écozones ou régions biogéographiques terrestres. Elle inclut les îles pacifiques de Micronésie, les îles Fidji, et la majeure partie de la Polynésie à l'exception de la Nouvelle-Zélande, celle-ci faisant partie de l'écozone australasienne.

## Écorégions terrestres

Carte des écorégions terrestres de l'écozone océanienne, d'après Olson et al. (2001).

| Forêts de feuillus humides tropicales et subtropicales | Forêts de feuillus sèches tropicales et subtropicales | Prairies, savanes et brousses tropicales et subtropicales                                                                            |
| --- | --- | --- |
| - OC0101 : Forêts tropicales humides des Carolines - OC0102 : Forêts tropicales humides de Polynésie centrale - OC0103 : Forêts tropicales humides des îles Cook - OC0104 : Forêts tropicales humides de Micronésie orientale - OC0105 : Forêts tropicales humides des Fidji - OC0106 : Forêts tropicales humides d'Hawaï - OC0107 : Forêts subtropicales humides des îles Kermadec - OC0108 : Forêts tropicales humides des Marquises - OC0109 : Forêts subtropicales humides d'Ogasawara - OC0110 : Forêts tropicales humides des Palaos - OC0111 : Forêts de feuillus subtropicales de Rapa Nui - OC0112 : Forêts humides tropicales des Samoa - OC0113 : Forêts humides tropicales des îles de la Société - OC0114 : Forêts humides tropicales des Tonga - OC0115 : Forêts humides tropicales des Tuamotu - OC0116 : Forêts humides tropicales de Tubuai - OC0117 : Forêts humides tropicales de Polynésie occidentale | - OC0201 : Forêts tropicales sèches des Fidji - OC0202 : Forêts tropicales sèches d'Hawaï - OC0203 : Forêts tropicales sèches des Mariannes - OC0204 : Forêts tropicales sèches de Yap | - OC0701 : Brousses tropicales élevées d'Hawaï - OC0702 : Brousses tropicales basses d'Hawaï - OC0703 : Maquis du Nord-Ouest d'Hawaï |